# Rubæk (Sydslesvig)
Rubæk (dansk) eller Rubek (tysk) er et mindre vandløb ved overgangen fra Angel til den midtslesvigske gest (Lusangel) i Sydslesvig i den nordtyske delstat Slesvig-Holsten. Bækken udspringer vest for Isted Skov i Isted Kommune, løber derfra mod vest, danner på en strækning kommunegrænsen mellem Lyrskov i syd og Bollingsted (Gammellund) i nord, inden den efter få km udmunder i Gammellund Sø, hvorfra vandløbet mod vest forsætter som Jydbæk. 
Bækken er første gang nævnt 1701. I den danske periode indtil 1864 hørte vandløbet under Michaelis Sogn i Arns Herred (Gottorp Amt, Slesvig/Sønderjylland). Forleddet synes at være fiskenavnet rødskalle (gl.da. rude) eller adj. ru i betydningen lådden.